# لاري بريجمان
لاري بريجمان (بالإنجليزية: Larry Bryggman)‏ مواليد 21 ديسمبر 1938 في كونكورد، الولايات المتحدة، هو ممثل أمريكي بدأ مسيرته الفنية سنة 1975.

## الأعمال
- ...والعدالة للجميع
- موت قاسي مع انتقام

## الجوائز
الفوز:
- جائزة إيمي

الترشيحات:
- جائزة توني لأفضل ممثل في مسرحية

## روابط خارجية
- لاري بريجمان على موقع IMDb (الإنجليزية)
- لاري بريجمان على موقع ألو سيني (الفرنسية)
- لاري بريجمان على موقع أول موفي (الإنجليزية)
- لاري بريجمان على موقع قاعدة بيانات برودواي على الإنترنت (الإنجليزية)
- لاري بريجمان على موقع قاعدة بيانات الأفلام السويدية (السويدية)
- لاري بريجمان على موقع إن إن دي بي (الإنجليزية)
- لاري بريجمان على موقع قاعدة بيانات الفيلم (الإنجليزية)
- لاري بريجمان على موقع كينوبويسك (الروسية)